# St. Mauritius (Haustadt)

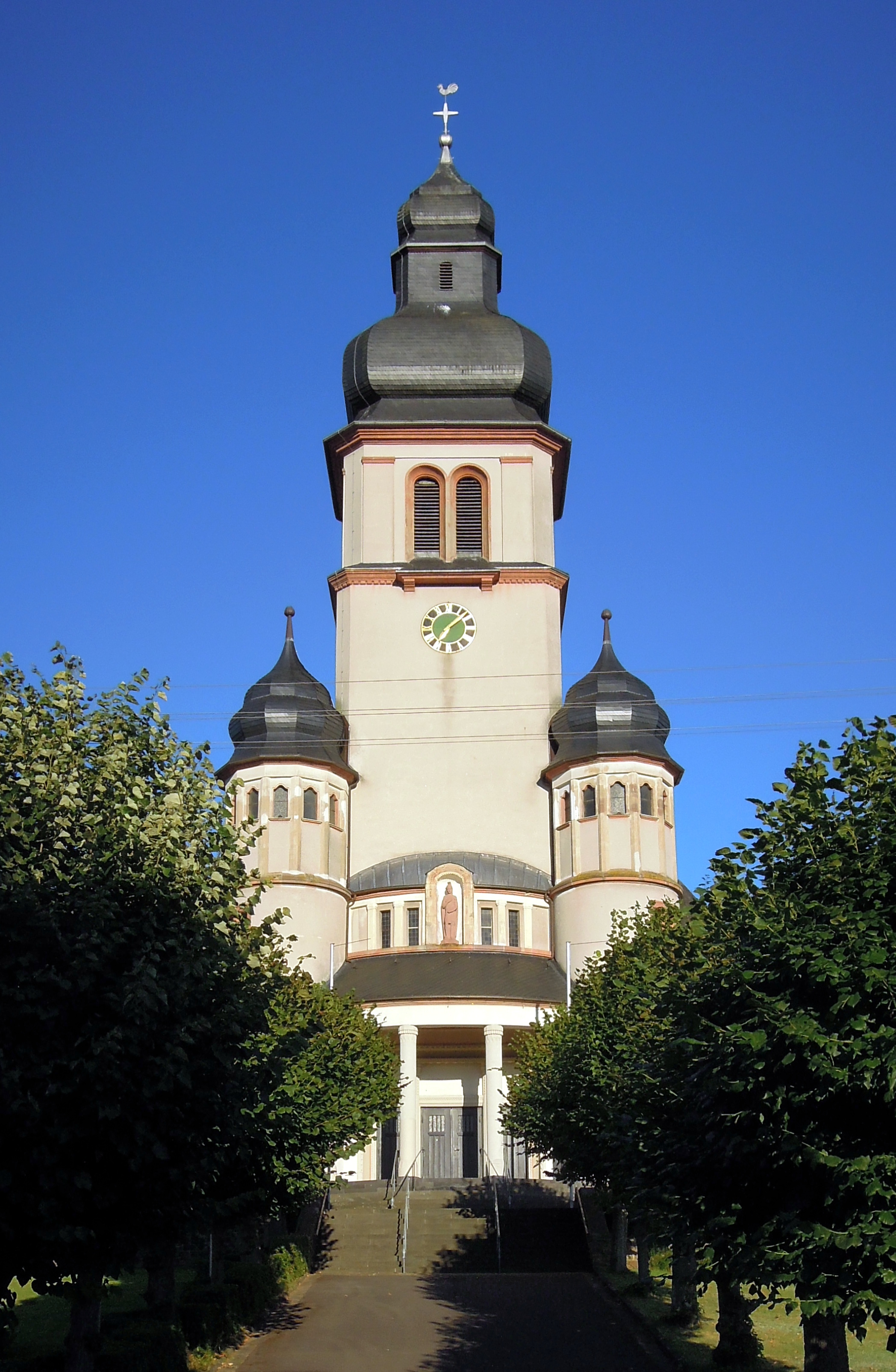
Turmportal der katholischen Pfarrkirche St. Mauritius und Gefährten in Haustadt

Die Kirche  St. Mauritius und Gefährten ist eine römisch-katholische Pfarrkirche in Haustadt, einem Ortsteil der Gemeinde Beckingen im Landkreis Merzig-Wadern im Saarland. Sie trägt das Patrozinium des heiligen Mauritius und seiner christlichen Märtyrer-Gefährten der Thebäische Legion, das am 22. September gefeiert wird. Der Sakralbau ist in der Denkmalliste des Saarlandes als Einzeldenkmal aufgeführt.   Aufgrund seiner dominierenden Lage im Haustädter Tal und seiner Größe trägt das Gotteshaus im Volksmund auch den Namen „Taldom“. Es handelt sich um einen aufgeweiteten basilikalen Raumtyp in den Formen des Neobarock, des Jugendstils und teilweise des beginnenden Art déco.

## Geschichte

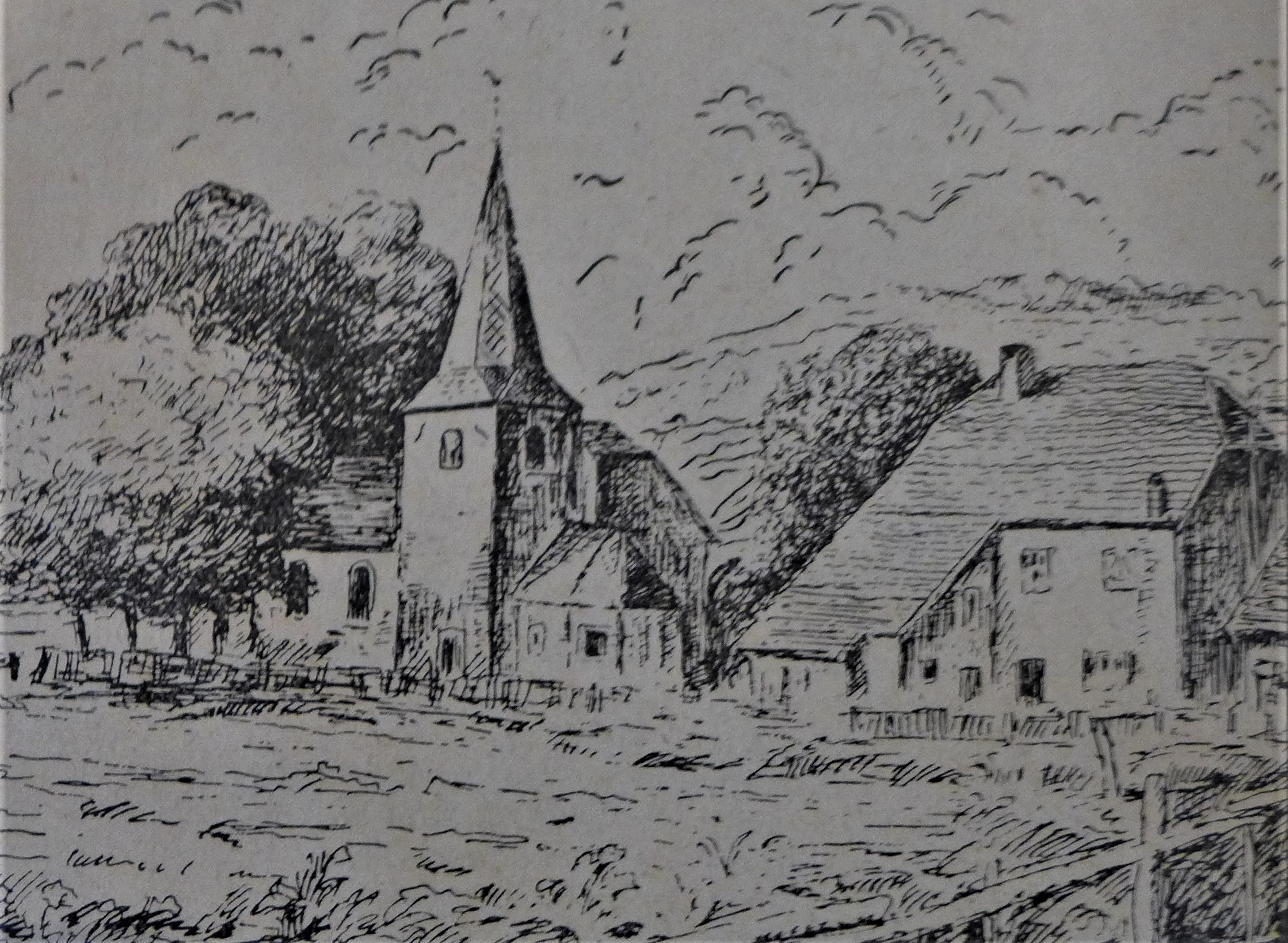
St. Mauritius und Gefährten in Haustadt, Zeichnung der alten Dorfkirche mit Schulgebäude, G. Fett

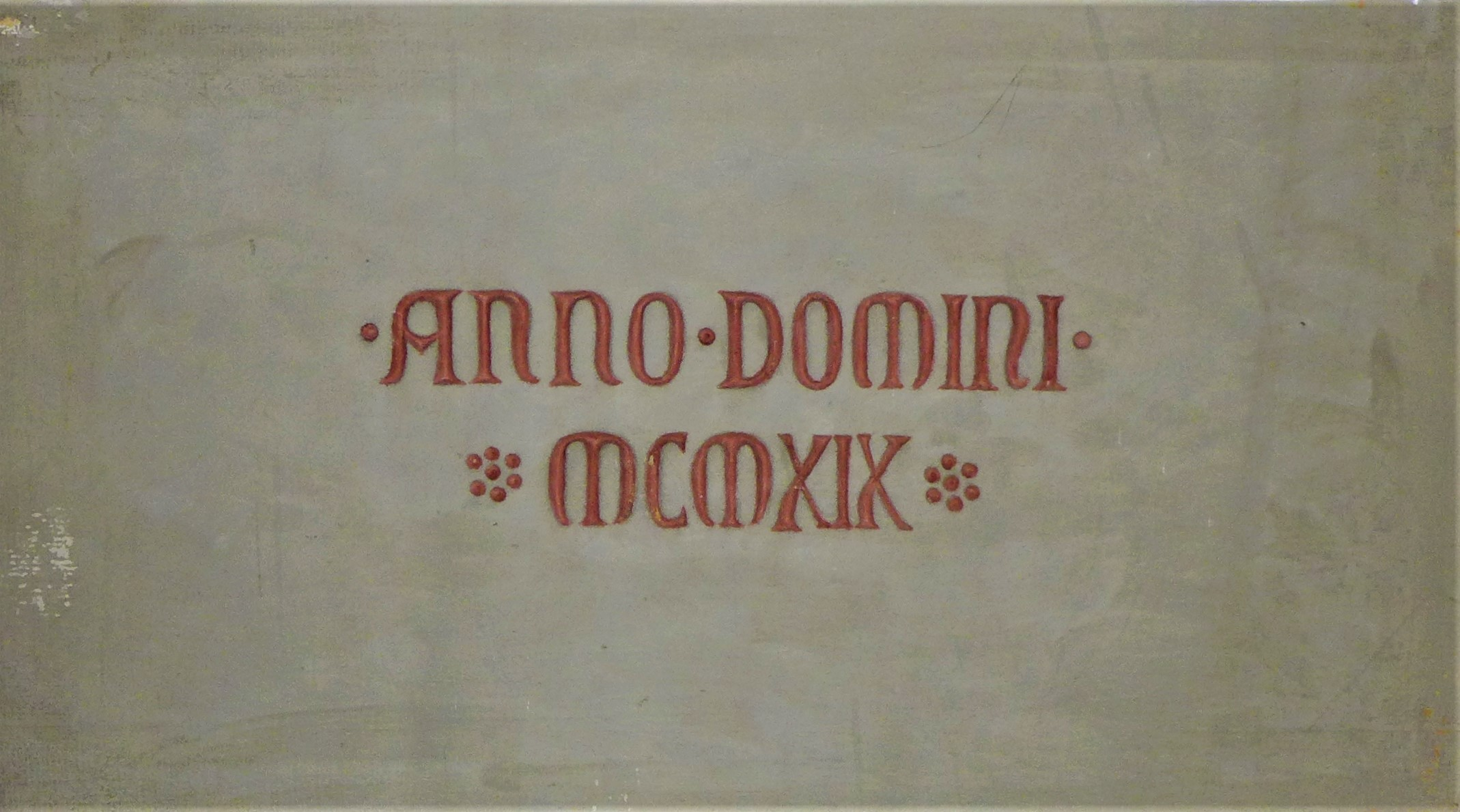
St. Mauritius und Gefährten, Grundstein von 1919 im Altarbereich

Der Ort „Hustat“ wird im Jahr 1147 in einer Urkunde des Trierer Erzbischofs Albero von Montreuil als Dorfgemeinschaft erwähnt, die verpflichtet war, alljährlich zum Grab des heiligen Lutwinus in die Abtei Sankt Peter und Maria in Mettlach zu wallfahren. Ob Haustadt damals bereits Pfarrort oder erst Filialort einer Pfarrei war, ist dabei nicht zu sagen. Für die Zeit ab dem 13. Jahrhundert ist aber der Rang einer Pfarrei für Haustadt belegt, das damals zum Dekanat Merzig gehört. Ab dem 16. Jahrhundert (1570) wird Honzrath als Filialgemeinde von Haustadt genannt. Die Ritter der Deutschordenskommende St. Mauritius in Trier waren Kollatoren, also Pfründe-Inhaber eines Altars. Das Trierer Mauritiuspatrozinium der Deutschordenskommende wurde dabei auf Haustadt übertragen. Den Zehnt teilten sich der Haustatter Pfarrer mit den Deutschordensrittern der Kommende Beckingen. Ab der Zeit des Dreißigjährigen Krieges versah die Pfarrei Haustadt die Seelsorge in den Nachbarorten Beckingen, Reimsbach und Düppenweiler. Im Jahr 1630 gelangte das Patronat Haustadts durch Tausch von der Abtei Mettlach an die Deutschordenskommende Beckingen. Für das Jahr 1692 wird die Haustadter Pfarrkirche als ein strohgedeckter Raum mit feuchtem Mauerwerk beschrieben. Unter Pfarrer Damian Hartard Brandt wurde in den Jahren 1710/11 ein Pfarrhaus errichtet und ein zugehöriger Pfarrgarten angelegt. Aufgrund bestehender baulichen Mängel – das Mauerwerk war feucht und der Bau hatte sich stark gesenkt – riss man den Gottesdienstraum in den Jahren 1761 bis 1764 ab und errichtete einen barocken Kirchenraum, der im Jahr 1772 konsekriert wurde. Ein beim Teilabbruch dieser Kirche im Jahr 1921 geborgener Chorbogenschlussstein trug die Jahreszahl 1761. Der bisherige Kirchturm blieb bei den barocken Um- und Neubaumaßnahmen allerdings stehen. Das zugehörige alte Pfarrhaus in der Nähe der alten Dorfkirche wurde im Jahr 1949 aufgrund von Kriegsbeschädigungen abgerissen. Dabei machte man zahlreiche Spolienfunde aus dem 17. und 18. Jahrhundert.
Um das Jahr 1800 zählte die Pfarrei Haustadt mit ihrer Filiale in Honzrath etwas über 400 Seelen. In der Folgezeit wurde Haustadt eine Filiale von Reimsbach, da in den kriegerischen Wirren der Folgezeit der Französischen Revolution eine Pfarrfinanzierung von Haustadt nicht mehr gegeben war. Mit dem Ende der napoleonischen Zeit und dem Wiener Kongress kam das Haustadter Tal politisch zum Staat Preußen und Haustadt wurde als eigenständige Pfarrei kirchlich in der Bulle „De salute animarum“ am 14. Juli 1821 der Diözese Trier zugewiesen. Seitdem war die Pfarrei St. Mauritius Haustadt wieder von einem eigenen Pfarrer versorgt. Einen neuen Kirchhof legte man im Jahr 1833 am Düppenweilerweg an. Im sogenannten Kulturkampf, der im Bistum Trier und im Land an der Saar mit besonderer Heftigkeit ausgetragen wurde, war die Pfarrei ohne Pfarrer.
Das barocke Kirchengebäude wurde im Jahr 1888 unter Pfarrer Clotten mit Drainagegräben umgeben, um das bleibende Problem der Mauerfeuchtigkeit in den Griff zu bekommen. Dabei fand man eine gotische Eingangstür zur Kirche die durch Absinken des Gebäudes und häufige Bodenaufschüttungen verschüttet worden war.
Die heutige Pfarrkirche, die in den Jahren 1914 bis 1920 nach Plänen der Architekten Ludwig Becker und Anton Falkowski (Mainz) errichtet wurde, ersetzte den barocken Vorgängerbau, der von 1761 bis 1764 entstanden war. Der barocke Kirchenbau war für die durch die Industrialisierung gewachsene Einwohnerschaft des Haustadter Tales zu klein geworden. Bereits im Jahr 1887 hatte man einen Kirchenbaufonds zur Errichtung eines neuen Gotteshauses angelegt. In den Jahren 1901/02 wurden Baupläne zur Genehmigung eingereicht. Sie wurden allerdings nicht ausgeführt. Auch die Pläne des Saarbrücker Architekten Karl Fischer aus dem Jahr 1912 kamen nicht zur Anwendung.
Im Folgejahr 1913 bewarben sich die Architekten Peter Marx aus Trier und Ludwig Becker & Anton Falkowski aus Mainz um einen Neubau. Letztere gewannen den Wettbewerb. Unmittelbar vor dem Ausbruch des Ersten Weltkrieges wurde am 19. Juli 1914 der erste Spatenstich zum Neubau der Kirche getan. Den Standort der alten Kirche gab man nach langen Auseinandersetzungen mit den Honzrather Pfarrangehörigen auf, da diese einen neuen Kirchstandort wünschten, der näher an ihrem eigenen Ortszentrum gelegen war. Darüber hinaus hatte die bischöfliche Behörde in Trier den alten Standort aufgrund des nicht als tragfähig erachteten feuchten Baugrundes abgelehnt. Schließlich suchte man den jetzigen Standort als Bauplatz aus und musste dafür zwei Bauernhäuser abreißen.
Das neuerrichtete Pfarrhaus konnte am Fest Mariä Himmelfahrt (15. August) 1915 bezogen werden. Die Kirchenfundamente blieben durch den ungünstigen Kriegsverlauf unbearbeitet bis Pfingsten 1919 liegen. Erst jetzt, im ersten Friedensjahr nach dem Krieg, konnte die feierliche Grundsteinlegung gefeiert werden. An sie erinnert noch der Grundstein auf der rechten Seite des Altarbereiches. Im Jahr 1919 wurde der Kirchbau vollendet. Pfarrhaus und Pfarrsaal errichtete man in einem gemeinsamen Baukomplex zusammen mit der Kirche. Gemeindemitglieder halfen durch Hand- und Spanndienste. Die hohen Bauschulden konnten nur mit Hilfe von bistumsweiten Kollekten und Finanzzuschüssen der Regierungskommission des Saargebietes beglichen werden. Am 24. Oktober 1920 fand die erste Weihe der neuen Kirche durch Prälat Alexander Subtil aus Saarlouis statt. Das Patrozinium „St. Mauritius und Gefährten“ übernahm man von der alten Kirche. Die Glockenweihe wurde am 28. August 1921 gefeiert. Die Konsekration erfolgte am 2. Oktober 1921 durch den Trierer Weihbischof Antonius Mönch. In der Folgezeit besorgte man die neobarocke Innenausstattung der Kirche.
Im Jahr 1921 erfolgte ein Teilabbruch der alten Barockkirche, die man zusammen mit dem alten Pfarrhaus zum Zweck der Schuldentilgung für den Kirchenneubau verkaufte und zu Wohnhäusern umbaute.
Durch Artilleriebeschuss im Zweiten Weltkrieg wurde besonders das Mittelschiffdach der Kirche beschädigt. Ende 1940er Jahre wurde die Kirche zwecks Beseitigung dieser Kriegsschäden einer Restaurierung unterzogen. Dabei verputzte und strich man das ursprünglich steinsichtige Bauwerk. In den 2000er Jahren erfolgte eine erneute Restaurierung, die sowohl das Innere der Kirche, als auch den Außenbau betraf. Dabei kam es auch zu Umbauten, die Fenstergewandungen betreffend, und es entstand ein neuer Zugang zur Glockenstube.

## Architektur

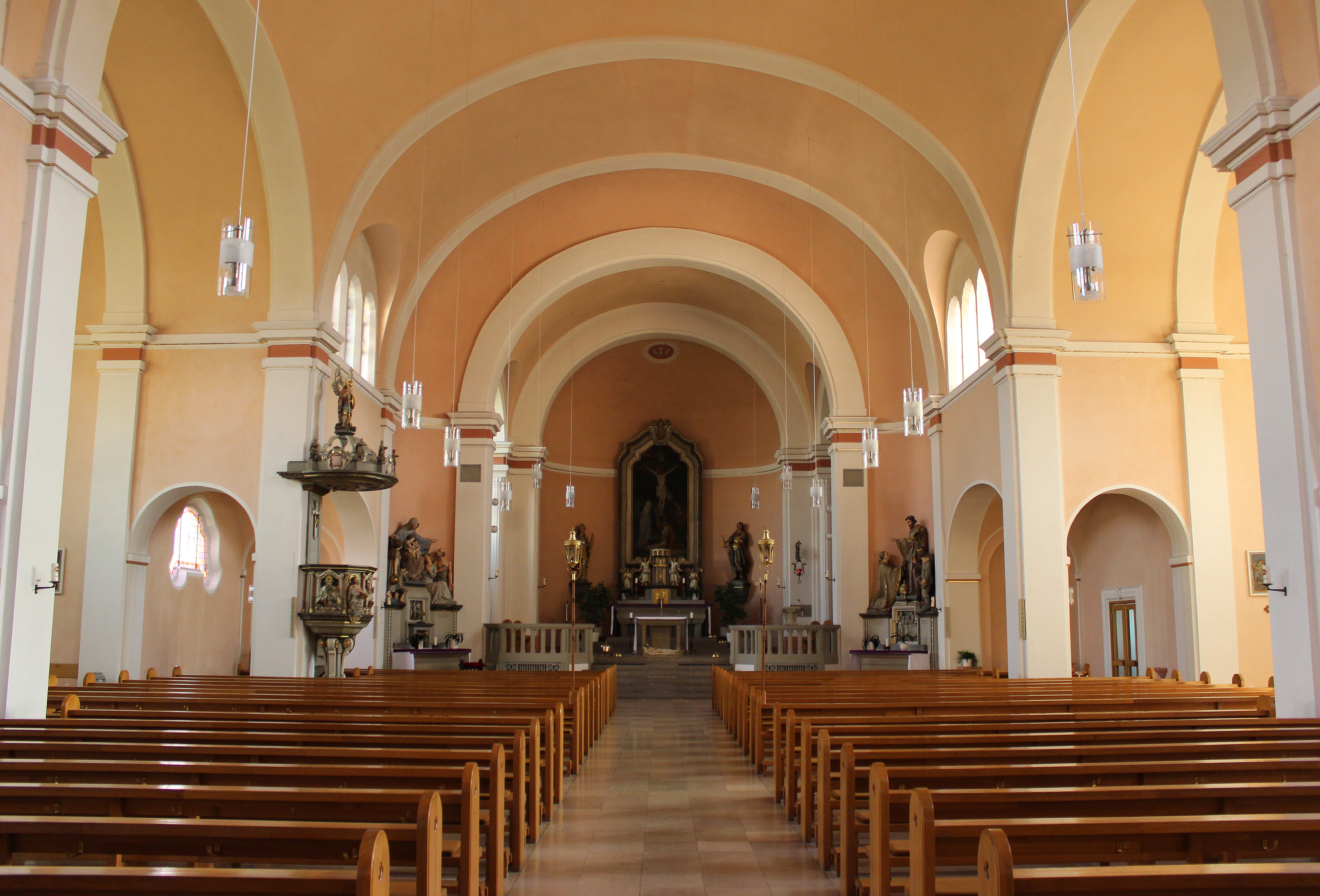
Inneres der Kirche mit Blick zur Apsis

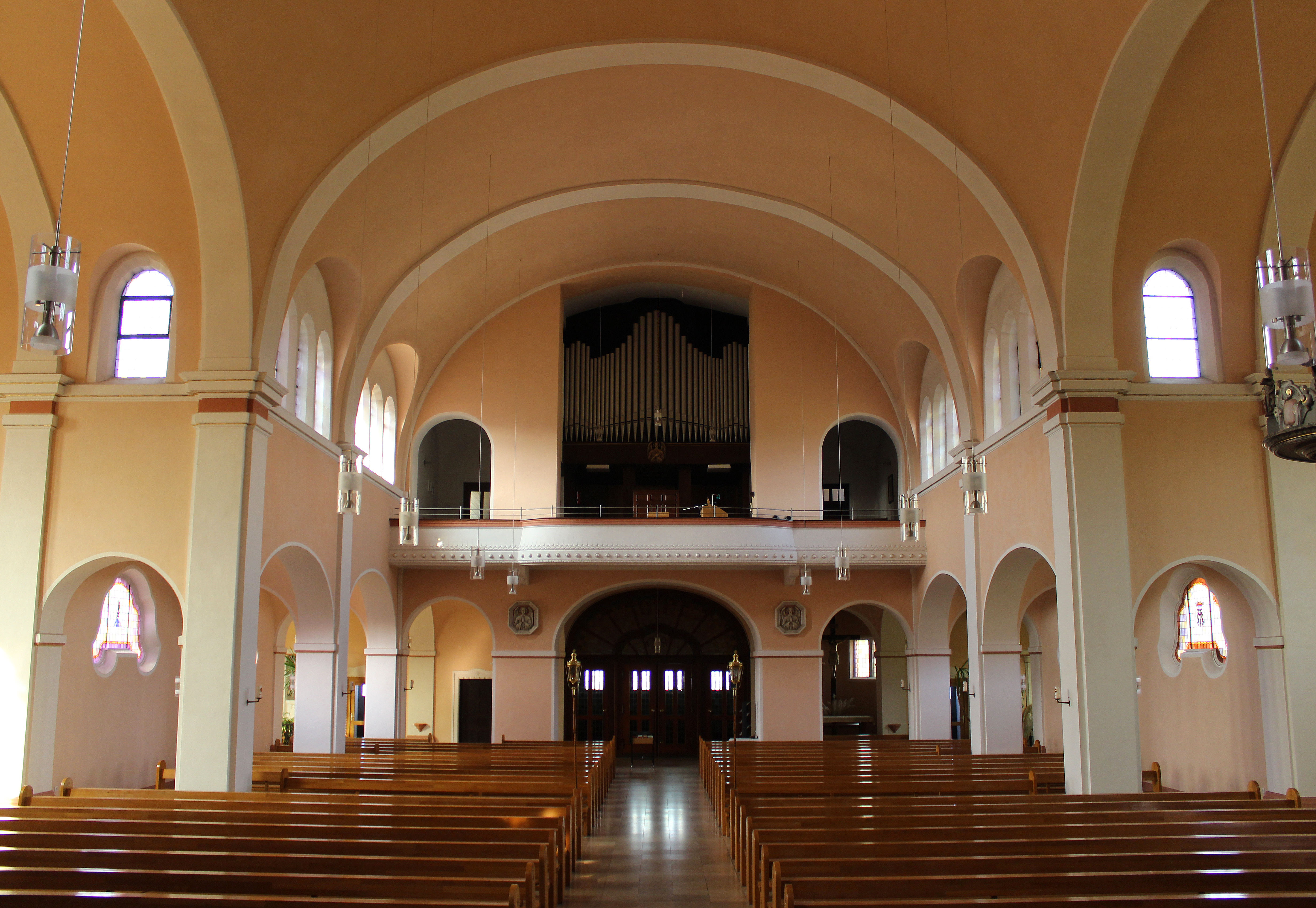
Kircheninneres mit Blick zur Orgelempore

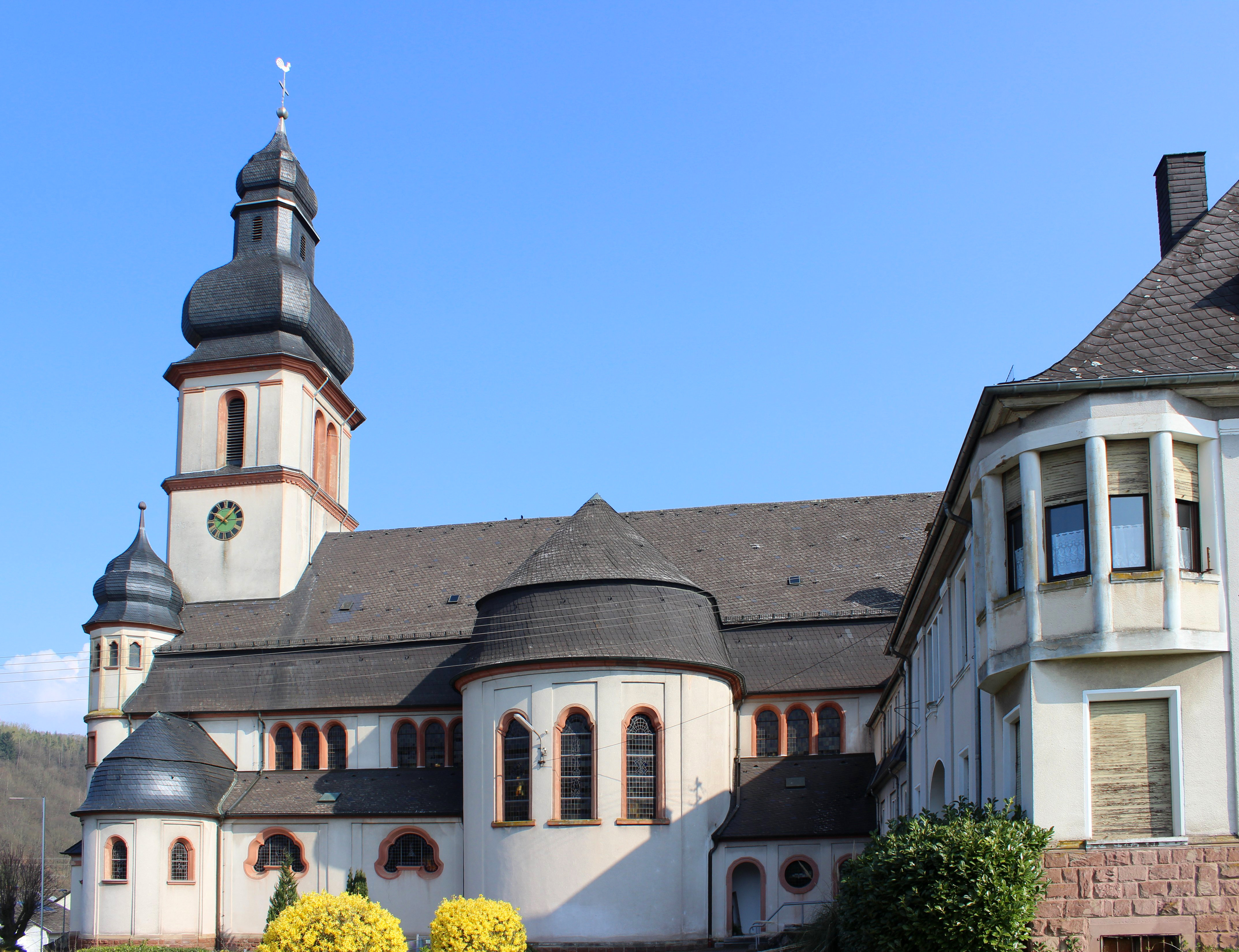
Seitenansicht der Kirche mit angebautem Pfarrhaus

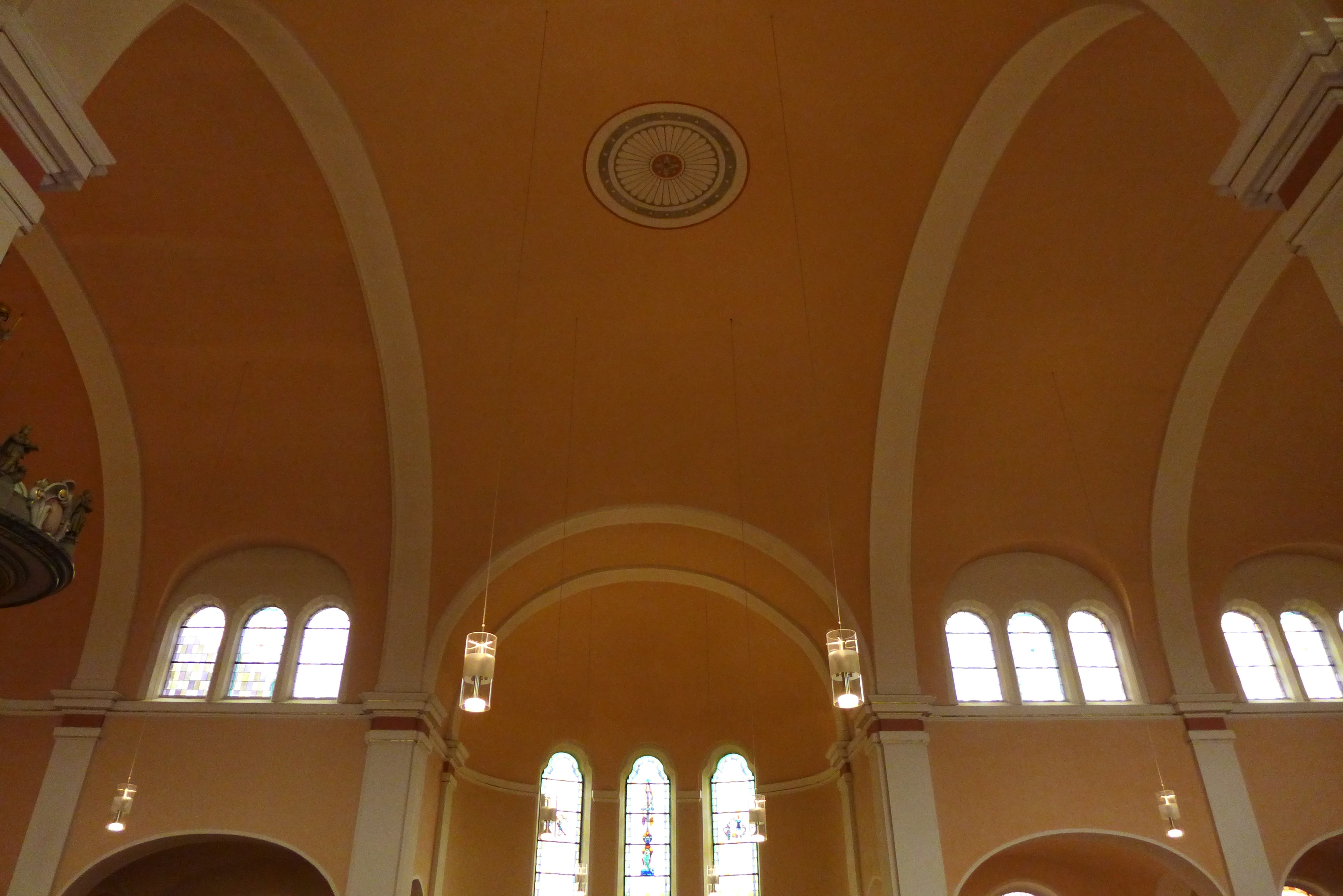
Gewölbe der Vierung

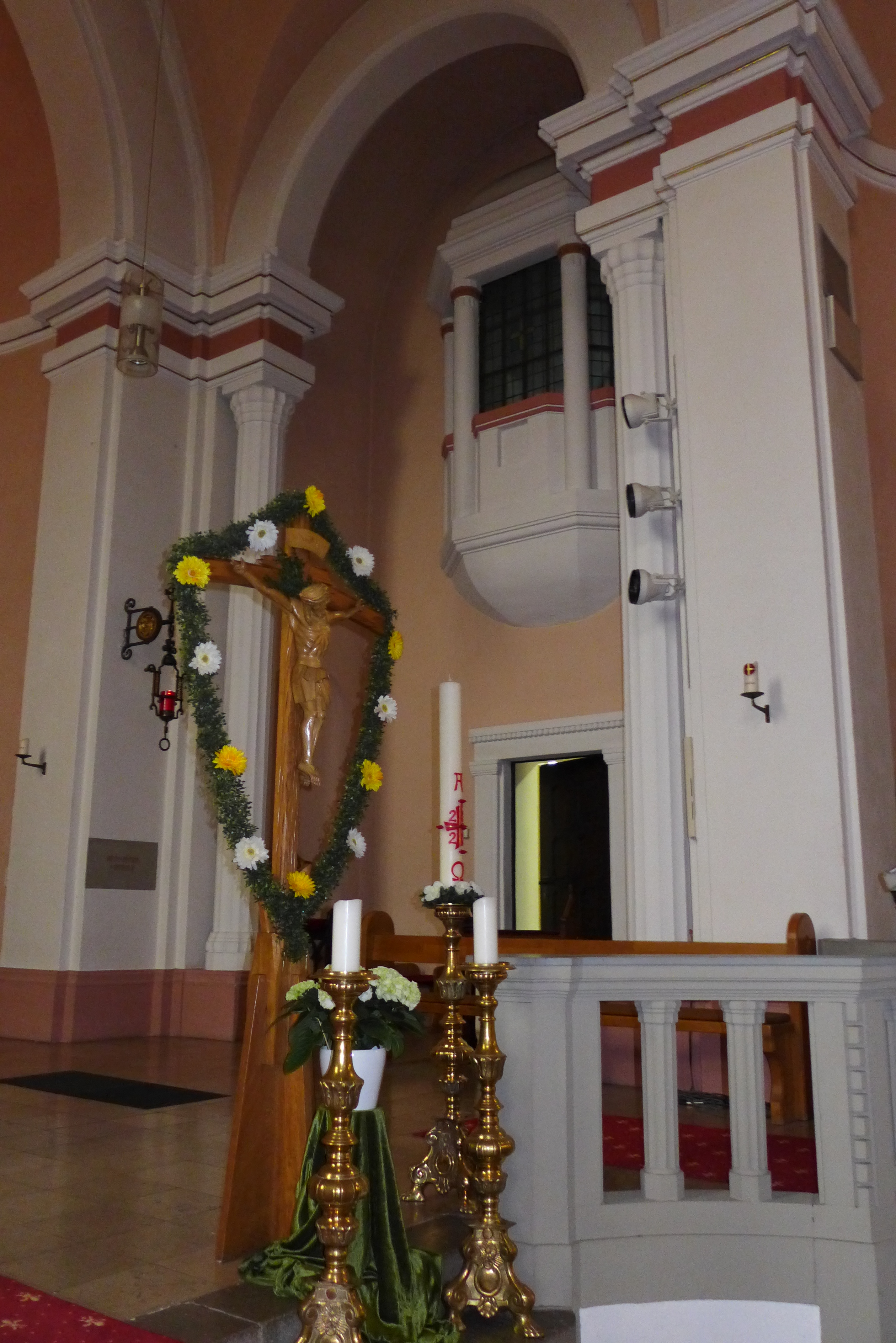
Oratoriumserker, der den Altarraum mit dem Pfarrsaal verbindet

Das auf einer Anhöhe stehende Kirchengebäude entstand im Stil des ausgehenden Historismus, wobei vor allem auf neobarocke Stilsprache zurückgegriffen wurde, die mit Jugendstil und beginnenden Art-Deco-Elementen überformt wurden. Bei dem Bautyp der Kirche handelt es sich um eine nach Osten ausgerichtete dreischiffige Basilika mit Langhaus, abgerundetem und ausladendem Querhaus und eingezogenem Chor. An den Chor schließt sich eine querovale Apsis an, die mit den Querhausarmen quasi eine Drei-Konchen-Anlage bildet. Südlich an den Chor ist das Pfarrhaus angebaut.
Der im Westen stehende Kirchturm mit Welscher Haube wird von zwei kleineren Türmen flankiert, die jeweils eine Zwiebelhaube besitzen. Eine mächtige Treppenanlage führt von der Haustadter Hauptstraße zum Kirchenportal. Zwischen den beiden Treppentürmchen des Haustadter Kirchturmes spannt sich eine offene segmentbogige Vorhalle, die von vier Pfeilern getragen wird. Der Boden der Halle führt in Stufen dem mehrtürigen Hauptportal zu. Über dem verschieferten Dach der Vorhalle ist in einer mittig angeordneten Nische eine Statue des Kirchenpatrons positioniert. Sie wird von jeweils einem Paar hochrechteckiger kleiner Fenster zwischen Pilastern flankiert. Ein kleines Dach darüber leitet in den Turmschaft über, der sich an der Vorder- und Rückseite mit je einem Zwillingsfenster und an den Seitenflächen jeweils in einem einzigen Rundfenster offnet. Der Turmschaft schließt mit einem verkröpften Gesims. Der verschieferte Turmhelm darüber zieht sich zunächst ein, bildet dann eine kissenartige Zwiebelform, geht dann in eine quadratische Laterne über und endet in einer Zwiebelform. Links und rechts des Turmes befinden sich zwei halbrunde Anbauten, die in die Seitenschiffe des Langhauses übergehen.
Der Haustadter Hauptturm ist eine Reprise der architektonischen Formen des Turmes der Offenbacher Marienkirche, die Architekt Ludwig Becker in den Jahren vor dem Ersten Weltkrieg errichtet hatte. Ebenso hatte Becker das Motiv der Welschen Turmhaube mit Flankentürmen bereits in der Vorkriegszeit beim Bau der Hülzweiler Laurentiuskirche zur Anwendung gebracht. Eine ähnliche Konstellation wie in Haustadt mit zentralem Fassadenturm, flankierenden Treppentürmchen sowie drei geschweiften Hauben wies auch die von Jan Bouman gestaltete Fassade der Marienkirche in Fürstenwalde aus der zweiten Hälfte des 18. Jahrhunderts auf, die allerdings aktuell durch Beschädigungen im Zweiten Weltkrieg verändert ist.
Im Inneren der Kirche gliedern breite Gurtbogenbänder auf Pilastern das Langhaus in drei Joche. Die sehr schmalen Seitenschiffe öffnen sich in großen Arkaden zum breiten Mittelschiff. Die Durchgänge der Seitenschiffe zum Querschiff sind schmal und niedrig gehalten. Zum Vorchorjoch und zum Querschiff öffnen sich Nebenchöre, deren Bogenöffnungen zur Längsachse des Kirchenraumes größer sind als zum Querschiff. Die Pilaster- und Gurtbogenform des Mittelschiffes schafft auch im Vorchorjoch den Übergang zum Chorbereich sowie zur nochmals eingezogenen querovalen Apsis. Durch den immer enger eingezogenen Altarbereich verlängert sich der Kirchenraum optisch. Ein verglaster Oratoriums-Erker auf der rechten Seite des Vorchorjoches verbindet den Altarraum mit einem Saal im angebauten Pfarrheim, der zusätzliche Gottesdienstbesucher aufnehmen könnte.
Das Langhaus wird durch große Drillings-Fenster in Stichkappen erhellt. Die Seitenschiffe weisen barockisierende Ohrenfaschenfenster auf. Die Helligkeit ist im Querhausbereich durch zusätzliche Fenster am höchsten. Der Bereich des Hochaltars befindet sich im Kontrast dazu in beabsichtigt mystischem Dämmerlicht.

## Ausstattung
Hochaltar

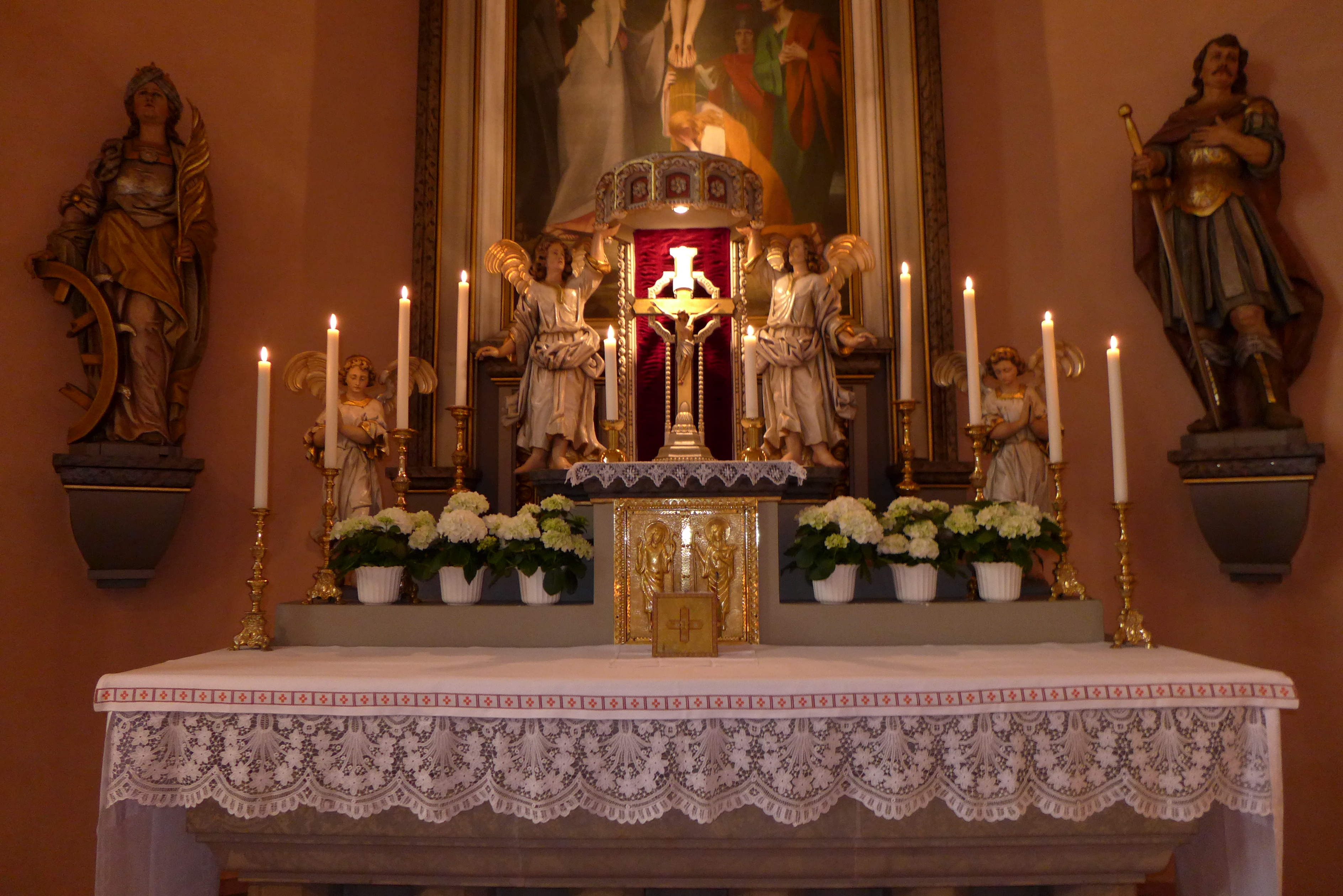
Tabernakelaufbau

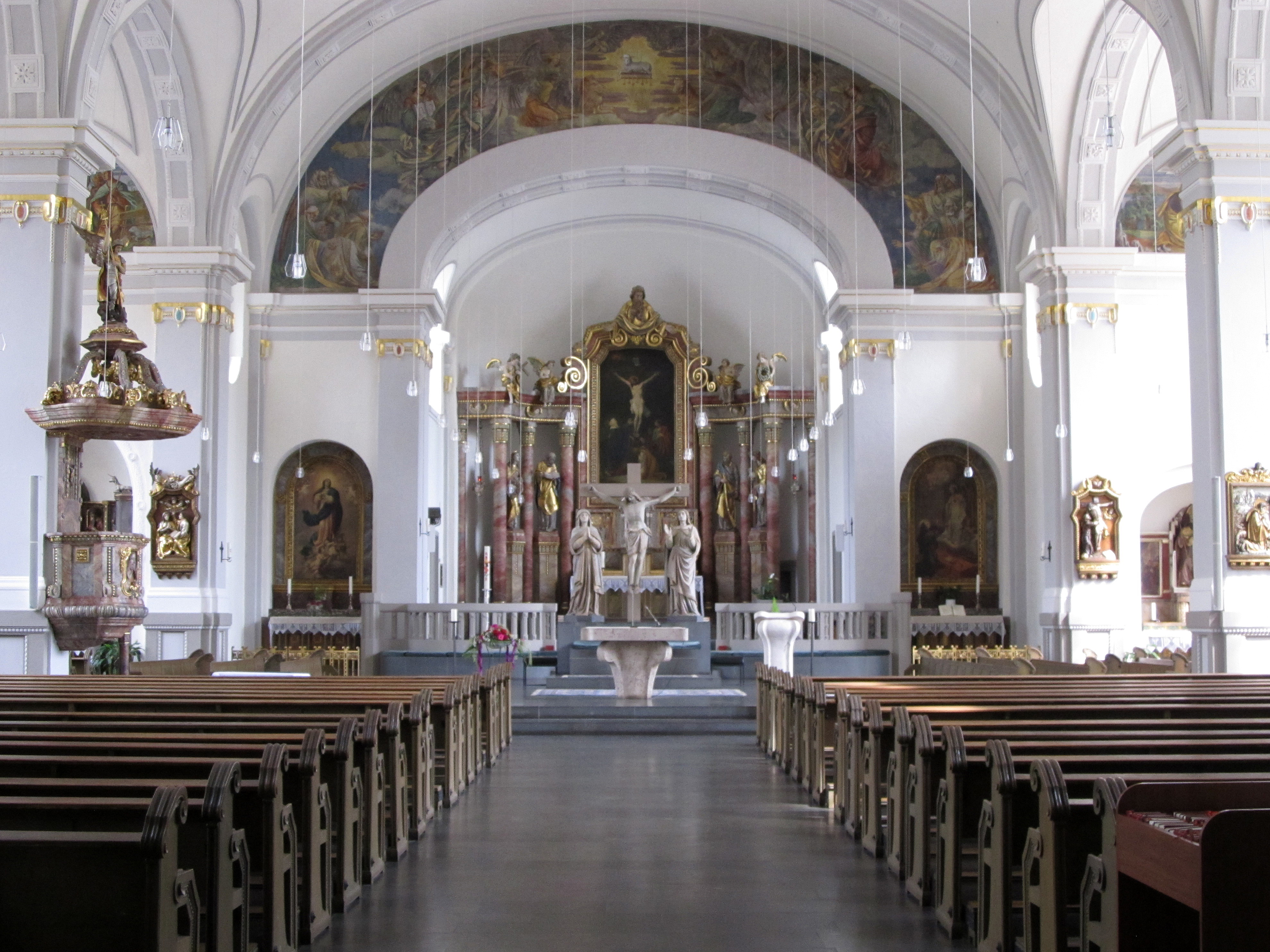
Völklingen, St. Eligius, Innenraum mit Blick zum Hochaltar, den Ludwig Becker ähnlich wie den ursprünglichen Haustadter Hochaltar gestaltete

Zur Ausstattung der Kirche gehört das große Altarbild mit Kreuzigungsszene, des Malers Franz Michael Ronge (1853–1925, München), das heute ohne die ursprüngliche aufwändige Säulenumrahmung eines eingestellten Chorumgangs an der Apsiswand hängt. Der eingestellte barockisierende Chorumgang wurde im Rahmen der Aufstellung eines Volksaltares im Gefolge der liturgischen Umgestaltungen nach dem Zweiten Vatikanischen Konzil in den 1960er Jahren abgebaut und zerstört. Das überbleibende Altargemälde wird aktuell flankiert von den Statuen der heiligen Katharina mit zerbrochenem Marter-Rad und Siegespalme (links) und des heiligen Mauritius mit dem Richtschwert seines Martyriums (rechts). Die Katharinenstatue erinnert an die Patronin Katharina von Alexandrien des Nachbarortes Honzrath mit seiner Katharinenkapelle. Den pyramidalen Tabernakelaufbau umstehen vier Kinder-Engel mit gespreizten Flügeln. Zwei sind in anbetender Haltung dargestellt, während zwei den Baldachin der Expositoriumsnische halten. Zentrum ist der Tabernakel. Auf seinen vergoldeten Flügeltüren ist als Relief rechts der Gute Hirte mit Hirtenstab und Lamm dargestellt. Eine Vorstellung vom ursprünglichen Haustadter Hochaltaraufbau kann man sich heute noch in der Völklinger St.-Eligius-Kirche machen, für die Architekt Ludwig Becker einen sehr ähnlichen Hochaltar entwarf.

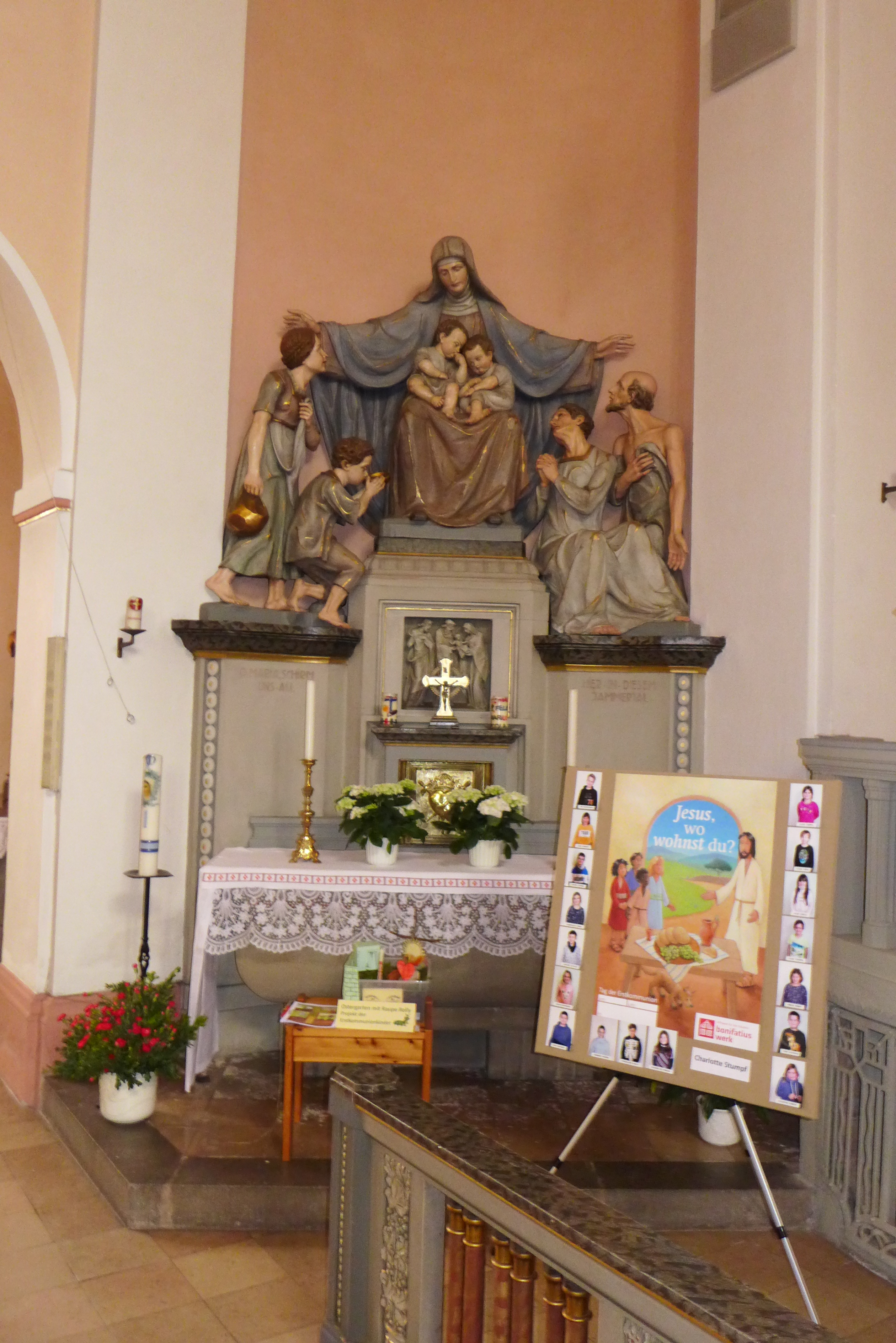
Marienaltar
Die großen geschnitzten Seitenaltäre zeigen links auf der Frauenseite eine Schutzmantelmadonna und rechts auf der Männerseite eine Statue des heiligen Josef. Auf dem Schoß der sitzenden Schutzmantelmadonna sitzen zwei kleine Kinder, die als der Jesusknabe und der kleine Johannes der Täufer gedeutet werden können. Ein kleiner Junge und ein älteres Mädchen in bäuerlich-ärmlicher Kleidung (links) sowie ein jugendlicher Kranker und ein notleidender Alter (rechts) erheischen den Trost und die Fürsprache der helfenden Gottesmutter. Sie symbolisieren die Sorgen und Nöte jeglichen Menschenalters. Die Sockelinschrift lautet: „O Maria schirm uns all - hier in diesem Jammertal.“ Das Relief über dem Tabernakel zeigt die Darbringung Jesu im Tempel.

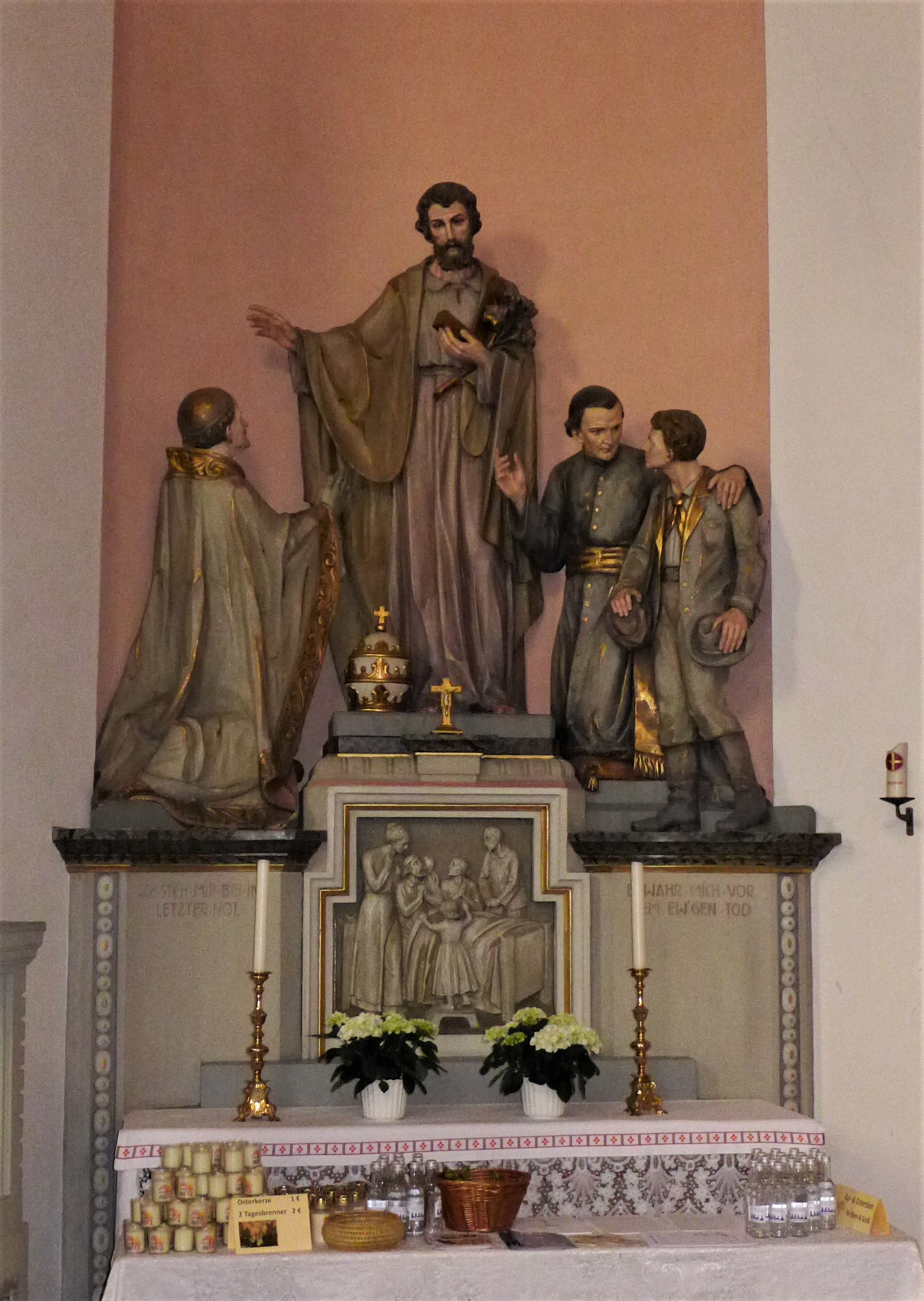
Josefsaltar
Die Figurengruppe des Josefsaltars ist wie die des Marienaltars pyramidal angelegt. Während der Nährvater Jesu in seiner Linken eine Lilie als Attribut seiner Keuschheit und ein Winkelmaß als Attribut seiner irdischen Zimmermannstätigkeit trägt, segnet er mit seiner Rechten den zu seinen Füßen knienden Papst, der zum Zeichen der Ehrbezeigung seine Tiara abgelegt hat. Es handelt sich um eine Darstellung von Papst Leo XIII., der mit seiner Enzyklika Rerum Novarum als „Arbeiterpapst“ in die Papstgeschichte einging.
Rechts des heiligen Josefs weist der kniende „Gesellenvater“ Adolph Kolping einen jugendlichen Wandergesellen liebevoll auf den Schutzpatron der Gesamtkirche und den Patron der Handwerker hin. Ein Sockelrelief zeigt einen sterbenden Greis auf dem Totenbett im Kreise seiner Kinder und Enkel. Das Relief bezieht sich auf den heiligen Josef in seiner Funktion als Patron der Sterbenden. Die Sockelinschrift lautet: „Ach steh mir bei in letzter Not - Bewahr´ mich vor dem ew´gen Tod.“
Papst Pius IX. hatte den heiligen Josef bereits am 8. Dezember 1870 im Gefolge des Dogmas von der Päpstlichen Unfehlbarkeit (dogmatischen Konstitution Pastor Aeternus auf dem Ersten Vatikanischen Konzil am 18. Juli 1870) in der Zeit des beginnenden Kulturkampfes im soeben neugegründeten und stark protestantisch geprägten Deutschen Reich zum Schutzpatron der katholischen Kirche erklärt. Papst Leo XIII. würdigte in seiner Enzyklika Quamquam pluries vom 15. August 1889 nachdrücklich die hervorragende Verehrung des heiligen Josef als dem himmlischen Beschützer und Verteidiger der Kirche Christi.
Gerade in dem von der Industrialisierung geprägten Bauerndorf Haustadt sollte der heilige Josef den Nebenerwerbsbauern, die in immer zunehmenderem Maße ihren Lebensunterhalt in der Industrie und im Bergbau erwirtschafteten, als Identifikationsfigur an die Hand gegeben werden. Der heilige Josef sollte als Vorbild der Arbeiter dienen, die in der Sicht der Kirche in ständiger Gefahr lebten, den Verlockungen des atheistischen Sozialismus und Kommunismus anheimzufallen. Folgerichtig führte Papst Pius XII. im Jahr 1955 als kirchliches Pendant zum weltweit begangenen Tag der Arbeit (1. Mai) den Gedenktag Josef der Arbeiter ein. Josef war in der biblischen Überlieferung als Bauhandwerker tätig und gilt so traditionell als Patron der Arbeiter, insbesondere der Zimmerleute und Holzfäller. Die Einfügung des Gedenktags in den liturgischen Kalender war eine Reaktion der Kirche auf den sich ausbreitenden Sozialismus und die soziale Bewegung. Darüber hinaus war der katholischen Josefsverehrung auch nach dem Ende des Kulturkampfes in gewisser Weise ein antipreußisch-antiprotestantischer Charakter inhärent.
Marienikone „Immerwährende Hilfe“
In der linken Seitenkapelle befand sich eine Marienikone, die im Jahr 2021 in der Kapelle neben dem Hauptportal aufgehängt werden soll. Die Ikone ist eine Kopie des Gnadenbildes Unserer Lieben Frau von der immerwährenden Hilfe. Das Original aus dem 14. Jahrhundert stammt vermutlich von der Insel Kreta (Kretische Schule). Nach wechselnden Standorten wurde das Original im Jahr 1867 von Papst Pius IX. dem Redemptoristenorden für seine römische Kirche Sant’ Alfonso anvertraut, wo es seither den Hochaltar schmückt. Die Redemptoristen trugen durch ihre Volksmissionen entscheidend zur Verbreitung des Bildes bei.
Die Gottesmutter ist auf der Ikone im Kircheninneren vor einem Goldgrund dargestellt, der die himmlische Sphäre symbolisieren soll. Sie trägt ein rotes Unter- und ein dunkelblaues, glänzendes Obergewand mit aufgemalter Goldschraffur. Der Schleier der Madonna ist in Stirnhöhe mit einem goldenen Stern geschmückt, der sich auf die Anrufung Mariens als "Stella maris" (dt. Meerstern) des lateinischen Hymnus Ave maris stella oder als Morgenstern in der Lauretanischen Litanei bezieht. Das andeutungsweise nimbusgeschmückte Haupt Mariens ist von griechischen Abkürzungen flankiert, die sie als „Mutter Gottes“ kennzeichnen. Auf dem linken Arm trägt Maria das in Grün und Rot-Gold gekleidete Jesuskind. Das Haupt des Kindes ist von einem Kreuznimbus umgeben, rechts daneben steht in griechischen Buchstaben abgekürzt der Name „Jesus Christus“.
Das Gesäß des Jesuskindes wird von der linken Hand der Mutter gehalten und greift mit beiden Händen nach ihrer Rechten. Sein in die Halsbeuge Mariens geschmiegter Kopf ist jedoch von seiner Mutter abgewandt. Der Blick des kleinen Jesus wendet sich einem Kreuz zu, das der schwebende Erzengel Gabriel zum Zeichen der Ehrfurcht mit verhüllten Händen trägt. Wie durch eine Geste vorausahnenden Erschreckens hat sich von einem Fuß des Kindes die kleine Sandale gelöst und ist im Begriff, zu Boden zu fallen.
Auf der anderen Seite des Marienhauptes schwebt der Erzengel Michael, der ebenfalls mit verhüllten Händen Leidenswerkzeuge Christi emporhält. Griechische Buchstaben kennzeichnen die Namen der beiden dargestellten Erzengel, die nach den Regeln der Bedeutungsperspektive vom Ikonenmaler wesentlich kleiner als die Jungfrau mit dem Kind dargestellt sind.
Die Ikone der „Immerwährenden Hilfe“ wurde durch eine Statue des Apostels Matthias ausgetauscht. Den neuen Matthiasaltars auf der linken Seite vor dem Hauptaltarraum des Gotteshauses stiftete eine Pilgergruppe der Pfarreiengemeinschaft, die alljährlich zum Grab des Trierer Bistumspatrons nach Trier in die Benediktinerabtei St. Matthias wallfahrtet.

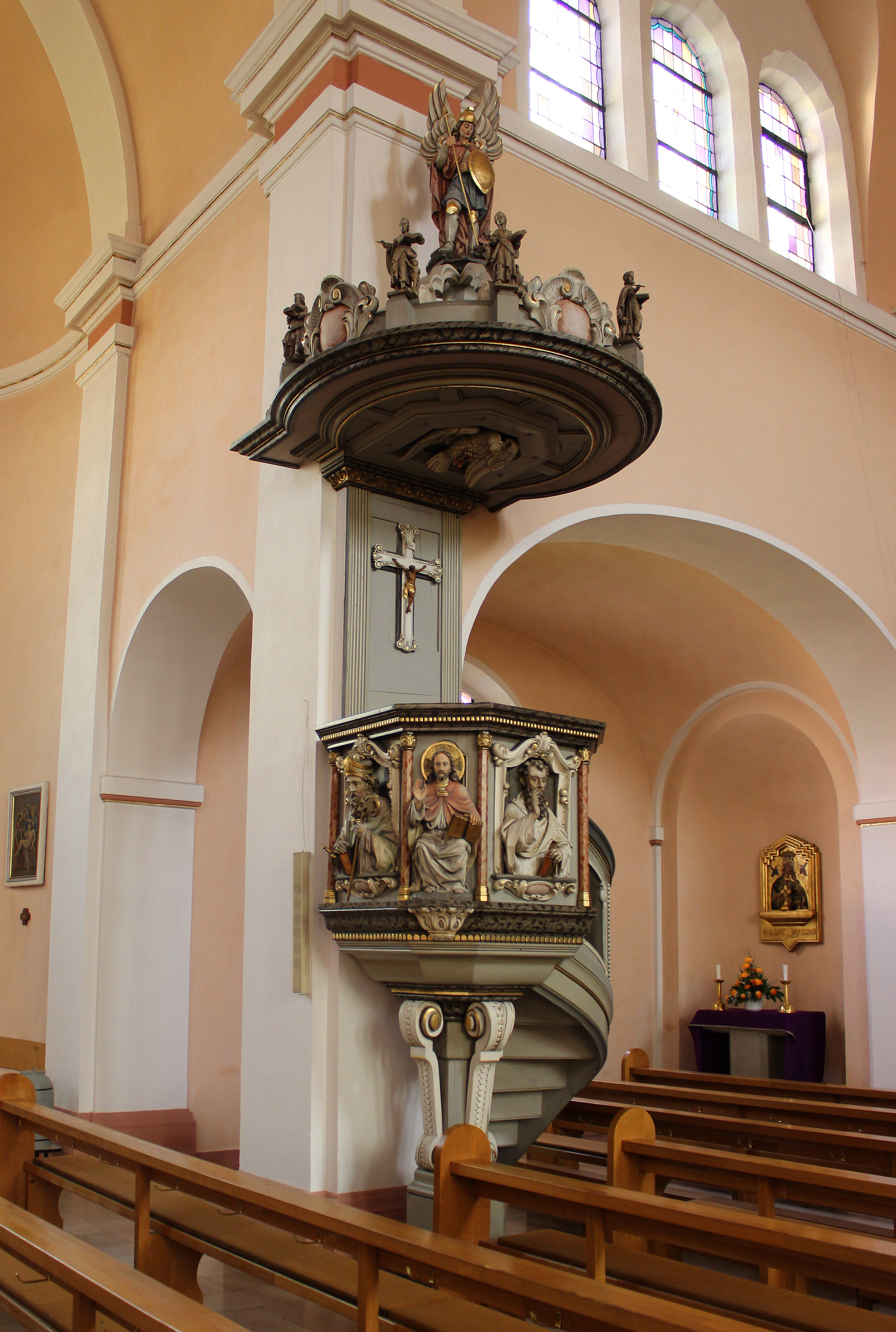
Kanzel
Die neobarocke Kanzel zeigt auf dem Kanzelkorb Jesus als Lehrer flankiert von Reliefs des Apostels Paulus (rechts) als „Apostel der Völker“ und von Bonifatius als „Apostel der Deutschen“. Auf dem Schalldeckel der Kanzel befindet sich eine Statue des Erzengels Michael. Der Deckelkranz ist geschmückt mit kleinen Figuren der vier Evangelisten.
Kriegergedächtniskapelle

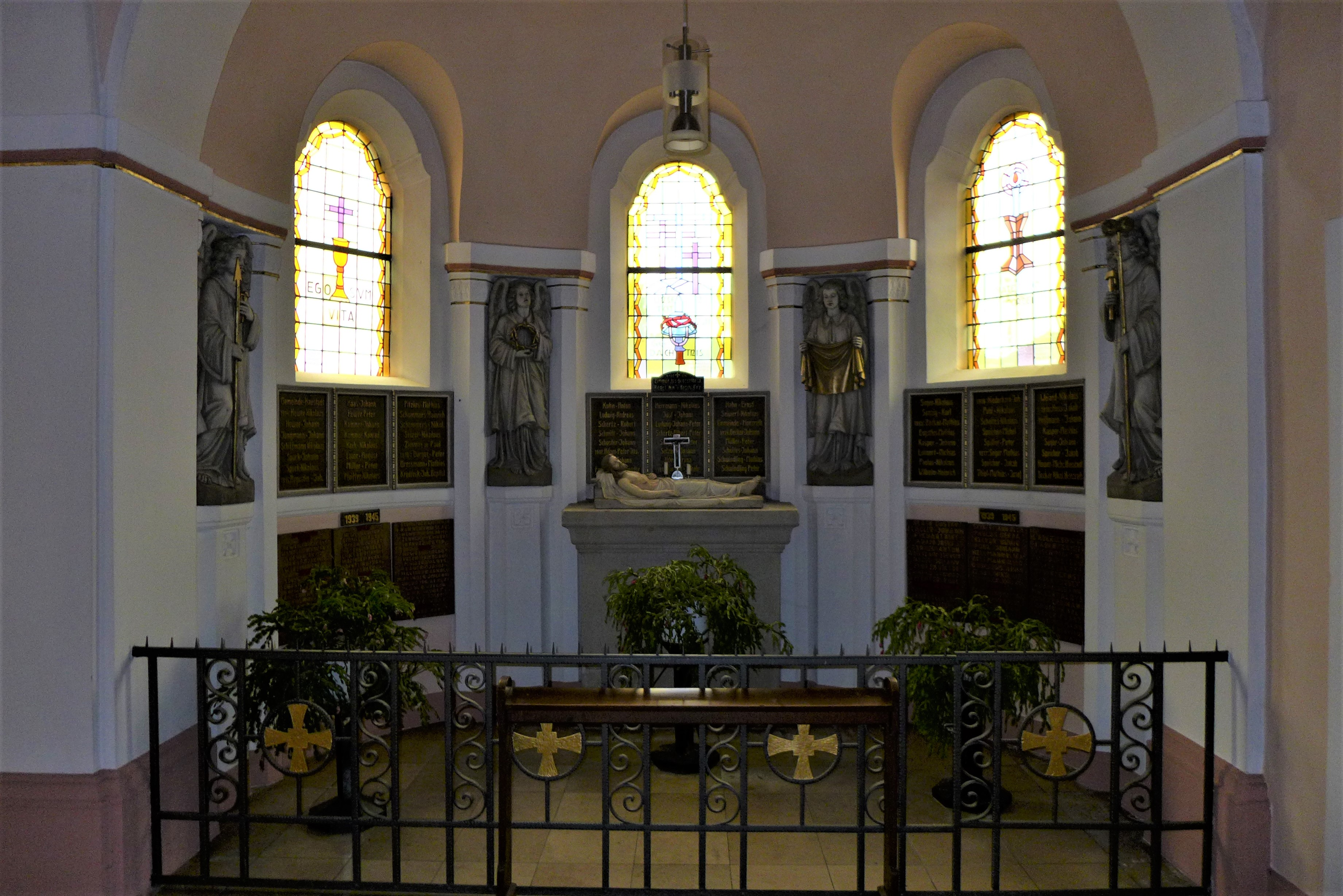
St. Mauritius (Haustadt), Kriegergedächtniskapelle

Zur Kirche gehört auch eine (1952 restaurierte) Kriegergedächtniskapelle. Sie enthält eine Liegefigur des toten Christus und verzeichnet auf mehreren Tafeln die Namen der getöteten Soldaten Haustadts der Kriege des 20. Jahrhunderts. Vier Engel halten die Leidenswerkzeuge Christi (von links nach rechts: Heilige Lanze und Kreuzigungsnägel, Dornenkrone, Schweißtuch der Veronika, Hammer und Zange sowie Essigschwamm-Stab). Zwischen dem Opfertod Jesu am Kreuz und dem „Opfertod“ der Soldaten für das Vaterland auf den Schlachtfeldern des Ersten und Zweiten Weltkrieges wird somit eine gedankliche-theologische Verbindung gezogen.
Schmerzen-Mariä-Kapelle
In der der Kriegergedächtniskapelle gegenüberliegenden Kapelle wird der Schmerzen der Gottesmutter Maria gedacht. Hier befindet sich eine Skulptur der Grablegung Christi. Um den toten Jesus haben sich kniend (von links nach rechts) der jugendliche Jünger Johannes, Jesu Mutter Maria und Maria Magdalena mit Salbkrug versammelt. Die Sockelinschrift lautet: „Du bist meine Zuflucht am Tage der Trübsal.“ Das Bibelzitat entstammt dem Buch Jeremia (Jer 16,19 ). Vor der Grablegungsgruppe ist die Grabtafel des Erbauer-Pfarrers der Kirche, Friedrich Hens, der in den Jahren von 1913 bis 1937 in Haustadt wirkte, aufgestellt. Die Tafelinschrift aus getriebenem Metall lautet: „Hier ruht in Gott der Erbauer dieser Kirche, Hochw. H. Pfarrer und Definitor Friedrich Hens 1913 - 1937 Pfarrer in Haustadt, geb. 19. 5. 1875 in Lützkampten, gest. 31. 1. 1937 in Haustadt, Ich liebe, Herr, die Zierde Deines Hauses, die hehre Wohnung Deiner Herrlichkeit.“ Das Bibelzitat entstammt dem 84. Psalm und wird auch im Gottesdienst bei der Handwaschung des Priesters gesprochen. An den Wänden der Kapellenapsis befinden sich zwischen den Plastiken von vier klagenden Engeln drei Tafeln mit der Darstellungen von drei der sieben Schmerzen Mariens: (von links nach rechts) Die Darbringung Jesu im Jerusalemer Tempel, eine Pietà-Szene mit dem toten Jesus auf dem Schoß Mariens mit flankierenden Trauer-Engeln sowie eine Kreuzigungsszene.
Kreuzweg, Beichtstuhl und Taufbecken

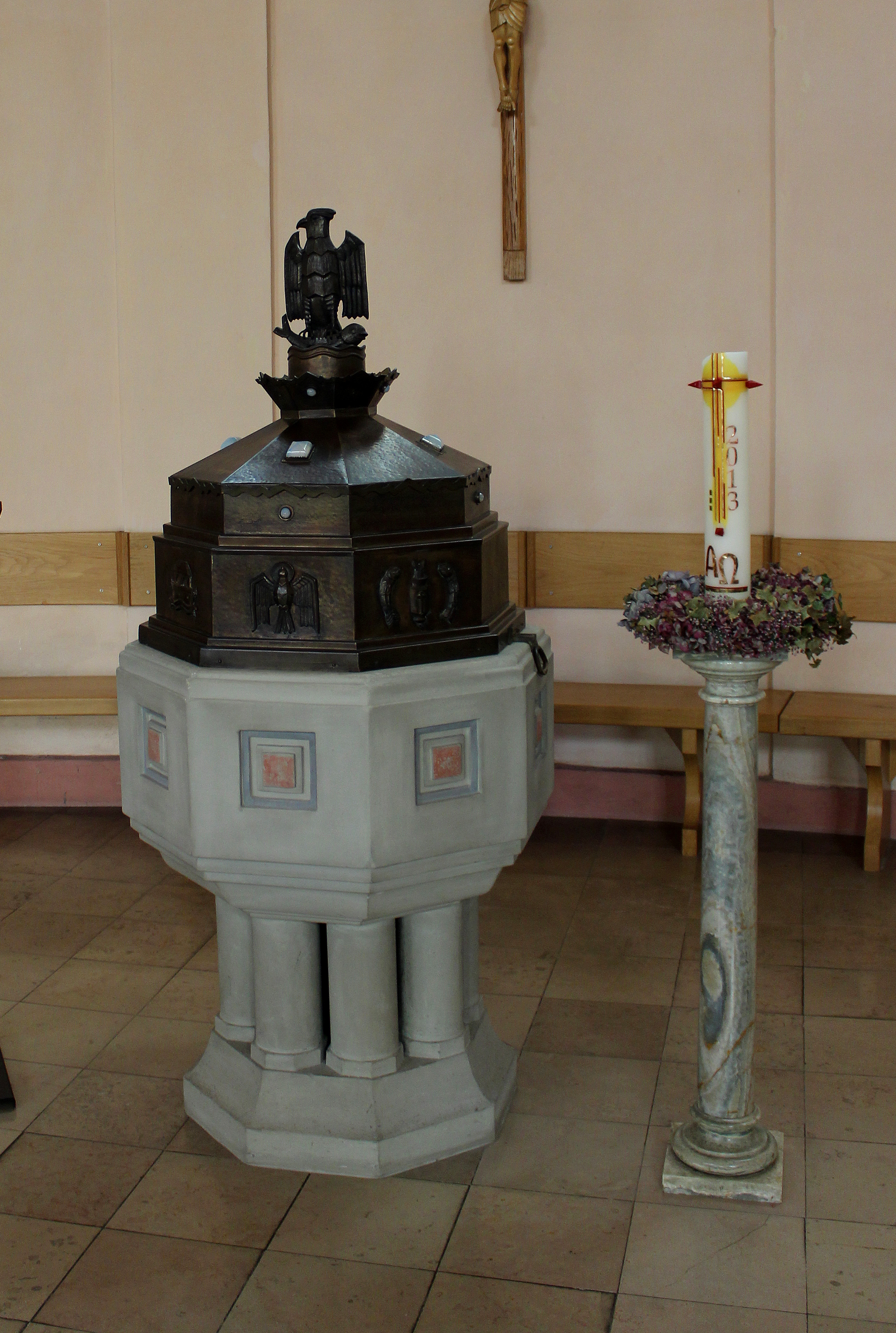
Taufbecken mit Osterleuchter

Die Kreuzwegstationen befinden sich in den beiden Konchen des Querhauses. Der Beichtstuhl steht in der rechten Querschiffkonche. Ein großes Kruzifix flankiert von den Statuen des Heiligsten Herzens Jesu (rechts) und des Unbefleckten Herzens Mariae (links) sind an den Wänden der linken Querhauskonche angebracht. Davor ist das Taufbecken aufgestellt.
Ausmalung
Für die rötliche terrakottafarbene Ausmalung der Kirche im Jahr 2005 zeichnete die Firma Mrziglod (Tholey) verantwortlich.

## Orgel

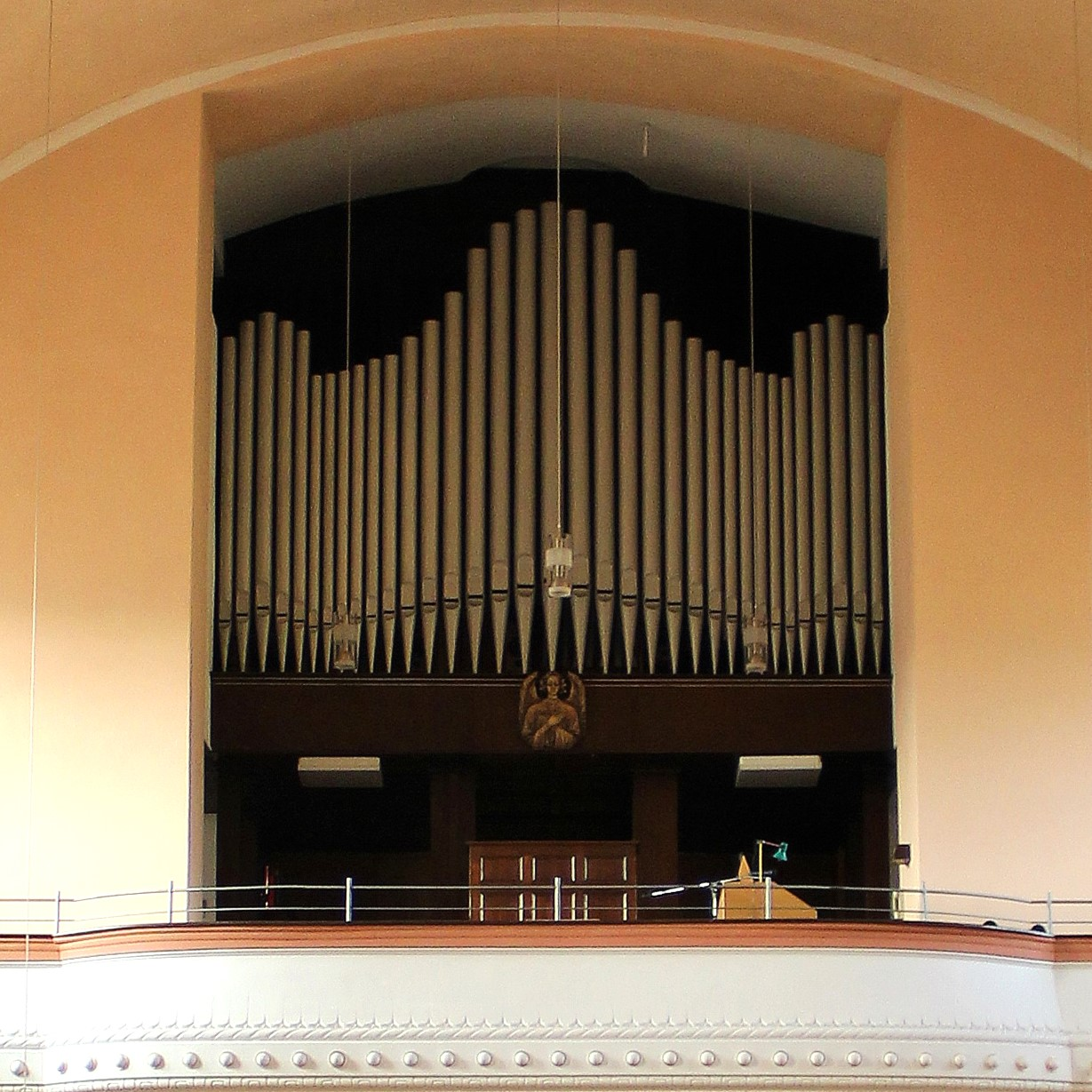
Späth-Orgel von 1924

Die Orgel der Kirche wurde im Jahr 1924 als Opus 310 von dem Orgelbauunternehmen Späth (Mengen) erbaut. Das Kegelladen-Instrument, das über 24 Register verteilt auf 2 Manuale und Pedal, sowie über eine pneumatische Spiel- und Registertraktur verfügt, ist erhalten aber seit dem Zweiten Weltkrieg nicht mehr spielbar. Im Jahr 1968 wurde deshalb ein Dereux-Elektronium angeschafft. Die Disposition der Späth-Orgel lautet wie folgt:
| I Hauptwerk |              |       |
| 1.          | Principal    | 8′    |
| 2.          | Flauto dolce | 8′    |
| 3.          | Gamba        | 8′    |
| 4.          | Salicional   | 8′    |
| 5.          | Gedeckt      | 8′    |
| 6.          | Octave       | 4′    |
| 7.          | Mixtur       | 2 ⁄3′ |

| II Schwellwerk |               |        |
| 8.             | Bourdon       | 16′    |
| 9.             | Hornprincipal | 8′     |
| 10.            | Konzertflöte  | 8′     |
| 11.            | Nachthorn     | 8′     |
| 12.            | Aeoline       | 8′     |
| 13.            | Vox coelestis | 8′     |
| 14.            | Fugara        | 4′     |
| 15.            | Zartflöte     | 4′     |
| 16.            | Glockenspiel  | 4′     |
| 17.            | Cornett       | 2 ⁄3′  |
| 18.            | Terz          | 1 3⁄5′ |
| 19.            | Trompete      | 8′     |
|                | Tremolo       |        |

| Pedal C–f1 |           |                        |
| 20.        | Principal | 16′                    |
| 21.        | Subbass   | 16′                    |
|            | Zartbass  | 16′ (Windabschwächung) |
| 22.        | Oktavbass | 8′                     |
| 23.        | Posaune   | 16′                    |

- Koppeln:
  - Normalkoppeln: II/I, I/P, II/P
  - Suboktavkoppeln: II/I
  - Superoktavkoppeln: I/I, II/I, I/P
- Spielhilfen: Registerschweller

## Pfarrer

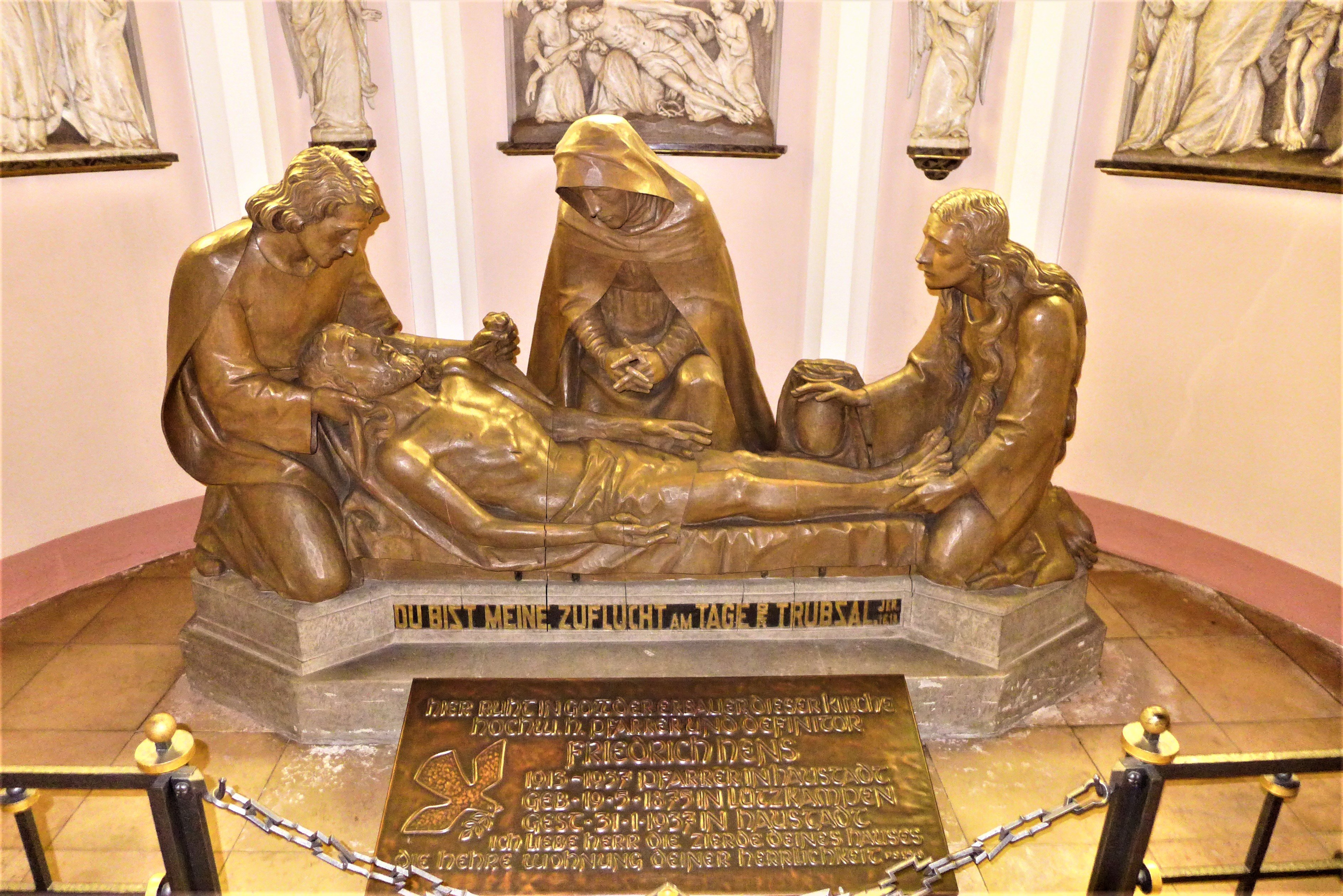
St. Mauritius (Haustadt), Grabmal von Pfarrer Hens in der Schmerzen-Mariä-Kapelle

Namentlich bekannt sind für Haustadt folgende Pfarrer:
- Thilmanus Offero (vel Offre): genannt 1564
- Ottho Mertzich: genannt 1621
- Johannes Lucas: 1674-1707
- Deutschordensritter Damianus Hartardes Brandt: 1709-1718
- Nikolaus Jenson: 1718-1727
- Deutschordensritter Johannes Boelingen: 1727-1745
- Johann Jakob Meyers: 1745-1750
- Johann Jakob Schaefer: 1760-1787
- Ernst Heinrich Boos: 1788-1799
- Pfarrer Hirschauer: ? -1800 (begraben in Haustadt)
- Nikolaus Petges: ?-? (begraben in Reimsbach)
- nach 1801 war Haustadt Filialgemeinde von Reimsbach
- Vincentius Lauff (Pfarrer in Beckingen und Pfarrverwalter in Haustadt): 1813-1820
- Pfarrer Nikolaus Heinesch: 1820-1835
- Philippus Bormann: 1836-1845
- Petrus Steinlein: 1846-1872
- Nikolaus Fellenz: 1873 (Ausweisung aufgrund der Bestimmungen des preußischen Kulturkampfes)
- Bartholomäus Kary: 1884-1886
- Georg Clotten: 1887-1937
- Friedrich Hens: 1913-1937; Als Erbauer der neobarocken Pfarrkirche von Haustadt ist er in der Maria-Schmerz-Kapelle bestattet. Er wurde am 19. Mai 1875 in Lützkampen geboren und starb am 31. Januar 1937 in Haustadt.
- Martin Neurohr: 1937-?